# Ополски окръг
Ополски окръг (на полски: Powiat opolski) е окръг в Южна Полша, Ополско войводство. Заема площ от 1586,63 км2. Административен център е град Ополе, който не е част от окръга.

## География
Окръгът се намира в историческата област Горна Силезия. Разположен е в централната част на войводството.

## Население
Населението на окръга възлиза на 133 196 души (2012 г.). Гъстотата е 84 души/км2.

## Административно деление
Административно окръгът е разделен на 13 общини.
Градско-селски общини:
- Община Немодлин
- Община Ожимек
- Община Прошков

Селски общини:
- Община Добжен Велки
- Община Домброва
- Община Компрахчице
- Община Лубняни
- Община Муров
- Община Попелов
- Община Тарнов Ополски
- Община Туловице
- Община Турава
- Община Хшонстовице

## Фотогалерия
- Немодлин
- Ожимек
- Прошков